# Boronia muelleri
Boronia muelleri es una especie de arbusto perteneciente a la familia de los cítricos. Es originaria de Australia.

## Descripción
Es un arbusto que alcanza un tamaño de 0,8-3 m de altura, las ramitas glabras a poco peludas, glandular-verrugosas. Las hojas son aromáticas, pinnadas con 7-17 folíolos, el folíolo terminal más corto; el raquis de 13-35 mm de largo, los folíolos estrechos-elípticos u oblongos, 5-25 mm de largo, 1-3 mm de ancho, el ápice agudo, el margen finamente dentado y recurvado, glabro y ± glandular-verrugoso, más pálida la superficie inferior; pecíolo de 6-10 mm de largo. Las inflorescencias son axilares, con 1-7 flores; pedicelos de 7-15 mm de largo. Cáliz glabros a ciliados en los márgenes. Pétalos 6-9 mm de largo, imbricados, en su mayoría de color rosa pálido, glabros, no es persistente en el fruto.

## Distribución y hábitat
Crece en los bosques abiertos en la tierra húmeda y arena, al sur de Eden en Nueva Gales del Sur.

## Taxonomía
Boronia muelleri fue descrita por (Benth.) Cheel y publicado en Journal and Proceedings of the Royal Society of New South Wales 58: 147, en el año 1924.
Sinonimia
- Boronia pinnata var. muelleri Benth.[3]